# Campeonato Uruguaio de Futebol de 2006–07
O Campeonato Uruguaio de Futebol de 2006–07 foi a 76ª edição da era profissional do Campeonato Uruguaio. Após vencer os Torneios Apertura e Clausura, e consequentemente a tabela acumulada, o Danubio sagrou-se campeão sem a necessidade de disputar nem semifinal.

## Regulamento
As equipes participantes jogam os torneios Apertura e Clausura, no segundo semestre de 2006 e no primeiro de 2007, respectivamente. Ambos os torneios são sob o sistema de pontos corridos, em um único turno.
Os campeões dos Torneios Apertura e Clausura disputam uma semifinal. O ganhador da partida enfrenta o vencedor da tabela acumulada (soma dos pontos obtidos nos torneios Apertura e Clausura) em dois jogos finais, onde quem vencer torna-se o campeão do Campeonato Uruguaio.
Com tal regulamento, existem duas possibilidades de haver um campeão sem a disputa da final: no caso de um time vencer um dos Torneios, Apertura ou Clausura, e vencer também a tabela acumulada, basta derrotar seu oponente na semifinal para sagrar-se campeão antecipado, já que teria terminado a tabela acumulada no primeiro lugar. A outra possibilidade é uma equipe ganhar os dois Torneios, Apertura e Clausura, para sagrar-se campeã, já que por consequência disso terminaria na primeira colocação da tabela acumulada e não haveria necessidade de jogar sequer semifinal.
Quanto ao descenso, são rebaixados três clubes à Segunda Divisão.

## Classificação

### Torneio Apertura
O Torneio Apertura começou em 19 de agosto de 2006 e terminou em 10 de dezembro do mesmo ano.
| Pos | Equipe               | Pts | J  | V  | E | D | GP | GC | SG  |
| --- | -------------------- | --- | -- | -- | - | - | -- | -- | --- |
| 1º  | Danubio              | 34  | 15 | 11 | 1 | 3 | 36 | 17 | 19  |
| 2º  | Peñarol              | 32  | 15 | 10 | 2 | 3 | 30 | 18 | 12  |
| 3º  | Defensor Sporting    | 31  | 15 | 9  | 4 | 2 | 28 | 13 | 15  |
| 4º  | Bella Vista          | 31  | 15 | 10 | 1 | 4 | 25 | 15 | 10  |
| 5º  | Nacional             | 27  | 15 | 8  | 3 | 4 | 28 | 22 | 6   |
| 6º  | Montevideo Wanderers | 27  | 15 | 8  | 3 | 4 | 22 | 18 | 4   |
| 7º  | Liverpool            | 22  | 15 | 6  | 4 | 5 | 24 | 20 | 4   |
| 8º  | Central Español      | 22  | 15 | 7  | 1 | 7 | 21 | 25 | -4  |
| 9º  | Tacuarembó           | 16  | 15 | 4  | 4 | 7 | 15 | 18 | -3  |
| 10º | Rocha                | 15  | 15 | 4  | 3 | 8 | 15 | 21 | -6  |
| 11º | River Plate          | 15  | 15 | 4  | 3 | 8 | 15 | 25 | -10 |
| 12º | Miramar Misiones     | 14  | 15 | 3  | 5 | 7 | 17 | 26 | -9  |
| 13º | Cerrito[1]           | 13  | 15 | 4  | 4 | 7 | 16 | 21 | -5  |
| 14º | Progreso             | 13  | 15 | 3  | 4 | 8 | 16 | 31 | -15 |
| 15º | Rampla Juniors       | 12  | 15 | 3  | 3 | 9 | 15 | 23 | -8  |
| 16º | Rentistas            | 8   | 15 | 1  | 5 | 9 | 13 | 23 | -10 |

- 1 ^  Foram descontados 3 pontos do Cerrito por incidentes de sua torcida no jogo contra o Rentistas, disputado em 14 de maio de 2006.

|  | Campeão do Torneio Apertura e classificado à semifinal. |

### Torneio Clausura
O Torneio Clausura começou em 17 de fevereiro de 2007 e terminou em 19 de maio do mesmo ano.
| Pos | Equipe               | Pts | J  | V  | E | D | GP | GC | SG  |
| --- | -------------------- | --- | -- | -- | - | - | -- | -- | --- |
| 1º  | Danubio              | 32  | 15 | 10 | 2 | 3 | 26 | 10 | 16  |
| 2º  | Peñarol              | 32  | 15 | 9  | 5 | 1 | 34 | 20 | 14  |
| 3º  | Defensor Sporting    | 28  | 15 | 8  | 4 | 3 | 29 | 19 | 10  |
| 4º  | Montevideo Wanderers | 26  | 15 | 8  | 2 | 5 | 31 | 21 | 10  |
| 5º  | River Plate          | 21  | 15 | 5  | 6 | 4 | 26 | 22 | 4   |
| 6º  | Tacuarembó           | 20  | 15 | 4  | 8 | 3 | 25 | 21 | 4   |
| 7º  | Bella Vista          | 20  | 15 | 6  | 2 | 7 | 23 | 23 | 0   |
| 8º  | Liverpool            | 20  | 15 | 6  | 2 | 7 | 23 | 24 | -1  |
| 9º  | Miramar Misiones     | 20  | 15 | 6  | 2 | 7 | 19 | 20 | -1  |
| 10º | Rampla Juniors       | 20  | 15 | 5  | 5 | 5 | 20 | 24 | -4  |
| 11º | Progreso             | 18  | 15 | 4  | 6 | 5 | 22 | 21 | 1   |
| 12º | Nacional             | 18  | 15 | 5  | 3 | 7 | 14 | 22 | -8  |
| 13º | Rentistas            | 16  | 15 | 4  | 4 | 7 | 20 | 28 | -8  |
| 14º | Rocha                | 16  | 15 | 5  | 1 | 9 | 9  | 23 | -14 |
| 15º | Central Español      | 12  | 15 | 3  | 3 | 9 | 10 | 23 | -13 |
| 16º | Cerrito              | 11  | 15 | 2  | 5 | 8 | 17 | 27 | -10 |

|  | Disputam uma final para determinar o campeão do Torneio Clausura. |

#### Final do Torneio Clausura
| {{{data}}} | Peñarol          | 1 – 1                     | Danubio    | Estádio Centenário, Montevidéu           |
|            | Arévalo Ríos 65' | data = 17 de maio de 2007 | Ricard 81' | Público: 40 000 Árbitro: Jorge Larrionda |

| Disputa por pênaltis |  |     |  |          |
| Mendes               |  | 1:1 |  | González |
| Mozzo                |  | 2:1 |  | Lima     |
| Diego Rodríguez      |  | 2:2 |  | Viera    |
| Serafín García       |  | 2:2 |  | Gargano  |
| Franco               |  | 3:3 |  | Mena     |
| Sergio Pérez         |  | 3:4 |  | Conde    |

### Tabela acumulada
A tabela acumulada resulta na soma dos pontos obtidos nos Torneios Apertura e Clausura.
| Pos | Equipe               | Pts | J  | V  | E  | D  | GP | GC | SG  |
| --- | -------------------- | --- | -- | -- | -- | -- | -- | -- | --- |
| 1º  | Danubio              | 66  | 30 | 21 | 3  | 6  | 62 | 27 | 35  |
| 2º  | Peñarol              | 64  | 30 | 19 | 7  | 4  | 64 | 38 | 26  |
| 3º  | Defensor Sporting    | 59  | 30 | 17 | 8  | 5  | 57 | 32 | 25  |
| 4º  | Montevideo Wanderers | 53  | 30 | 16 | 5  | 9  | 53 | 39 | 14  |
| 5º  | Bella Vista          | 51  | 30 | 16 | 3  | 11 | 48 | 38 | 10  |
| 6º  | Nacional             | 45  | 30 | 13 | 6  | 11 | 42 | 44 | -2  |
| 7º  | Liverpool            | 42  | 30 | 12 | 6  | 12 | 47 | 44 | 3   |
| 8º  | Tacuarembó           | 36  | 30 | 8  | 12 | 10 | 40 | 39 | 1   |
| 9º  | River Plate          | 36  | 30 | 9  | 9  | 12 | 41 | 47 | -6  |
| 10º | Miramar Misiones     | 34  | 30 | 9  | 7  | 14 | 36 | 46 | -10 |
| 11º | Central Español      | 34  | 30 | 10 | 4  | 16 | 31 | 48 | -17 |
| 12º | Rampla Juniors       | 32  | 30 | 8  | 8  | 14 | 35 | 47 | -12 |
| 13º | Progreso             | 31  | 30 | 7  | 10 | 13 | 38 | 52 | -14 |
| 14º | Rocha                | 31  | 30 | 9  | 4  | 17 | 24 | 44 | -20 |
| 15º | Cerrito[1]           | 24  | 30 | 6  | 9  | 15 | 33 | 48 | -15 |
| 16º | Rentistas            | 24  | 30 | 5  | 9  | 16 | 33 | 51 | -18 |

- 1 ^  No Torneio Apertura, foram descontados 3 pontos do Cerrito por incidentes de sua torcida no jogo contra o Rentistas, disputado em 14 de maio de 2006.

|  | Vencedor da tabela acumulada, classificado à final e à Liguilla Pré-Libertadores. |
|  | Classificados à Liguilla Pré-Libertadores.                                        |
|  | Disputam os playoffs contra o descenso.                                           |
|  | Rebaixados à Segunda Divisão.                                                     |

Promovidos para a próxima temporada: Fénix, Cerro e Juventud.

## Playoffscontra o descenso

### Primeira partida
| {{{data}}} | Rocha | 0 – 2                     | Progreso                | Estádio Mario Sobrero, Rocha |
|            |       | data = 20 de maio de 2007 | Ramírez 47' · Silva 66' | Árbitro: Martín Vázquez      |

### Segunda partida
| {{{data}}} | Progreso                     | 3 – 0                     | Rocha | Estádio Parque Paladino, Rocha |
|            | Crossa 61' 78' · Riquero 70' | data = 27 de maio de 2007 |       | Árbitro: Roberto Silvera       |

- O Progreso permaneceu na Primeira Divisão e o Rocha foi rebaixado à Segunda Divisão.

## Fase final
Não houve necessidade de se disputar semifinal, tampouco final, já que o Danubio venceu os Torneios Apertura e Clausura, e consequentemente a tabela acumulada, sagrando-se campeão do Campeonato Uruguaio de 2006–07 e garantindo classificação à Copa Libertadores da América de 2008.

## Artilheiros
| Jogador              | Equipe               | Gols |
| -------------------- | -------------------- | ---- |
| URU Aldo Díaz        | Tacuarembó           | 15   |
| URU Manuel Abreu     | Liverpool            | 14   |
| URU Ignacio González | Danubio              | 13   |
| URU Nicolás Vigneri  | Peñarol              | 13   |
| URU Néstor Silva     | Progreso             | 12   |
| URU Miguel Ximénez   | Montevideo Wanderers | 12   |

## Liguilla Pré-Libertadores da América
A Liguilla Pré-Libertadores da América de 2007 foi a 33ª edição da história da Liguilla Pré-Libertadores, competição disputada entre as temporadas de 1974 e 2008–09, a fim de definir quais seriam os clubes representantes do futebol uruguaio nas competições da CONMEBOL. O torneio de 2007 consistiu em uma competição com um turno, no sistema de todos contra todos. O vencedor foi o Nacional, que obteve seu 7º título da Liguilla.

### Classificação da Liguilla
| Pos | Equipe               | Pts | J | V | E | D | GP | GC | SG |
| --- | -------------------- | --- | - | - | - | - | -- | -- | -- |
| 1º  | Nacional             | 12  | 5 | 4 | 0 | 1 | 10 | 5  | 5  |
| 2º  | Montevideo Wanderers | 10  | 5 | 3 | 1 | 1 | 12 | 9  | 3  |
| 3º  | Danubio[1]           | 10  | 5 | 3 | 1 | 1 | 5  | 3  | 2  |
| 4º  | Defensor Sporting    | 7   | 5 | 2 | 1 | 2 | 3  | 3  | 0  |
| 5º  | Peñarol              | 2   | 5 | 0 | 2 | 3 | 3  | 6  | -3 |
| 6º  | Bella Vista          | 1   | 5 | 0 | 1 | 4 | 4  | 11 | -7 |

1 ^  O Danubio já havia garantido vaga à Copa Libertadores da América de 2008 por ter sido campeão do Campeonato Uruguaio.
|  | Campeão da Liguilla e classificado à Libertadores de 2008.          |
|  | Classificado à Libertadores de 2008.                                |
|  | Classificado à Libertadores de 2008 e à Copa Sul-Americana de 2007. |
|  | Classificado à Copa Sul-Americana de 2007.                          |

## Clubes classificados às competições da CONMEBOL

### Copa Libertadores da América de 2008
|   | Equipe               | Classificação                    |
| - | -------------------- | -------------------------------- |
| 1 | Danubio              | Campeão Uruguaio de 2006–07      |
| 2 | Nacional             | Campeão da Liguilla de 2007      |
| 3 | Montevideo Wanderers | Vice-campeão da Liguilla de 2007 |

### Copa Sul-Americana de 2007
|   | Equipe            | Classificação                   |
| - | ----------------- | ------------------------------- |
| 1 | Danubio           | 3º colocado da Liguilla de 2007 |
| 2 | Defensor Sporting | 4º colocado da Liguilla de 2007 |

## Premiação
| Campeonato Uruguaio de 2006–07 |
| ------------------------------ |
| Danubio Campeão (3º título)    |